# Céline Lebrun
Céline Lebrun (n. 25 august 1976, Paris, Île-de-France, Franța) este o sportivă ce a reprezentat Franța, medaliată olimpică. A participat la 2 ediții ale Jocurilor Olimpice (2000, 2004) în care a câștigat o medalie de argint.